# رأس سيراط
رأس سيراط أو رأس سيرات أو رأس سرّاط هو رأس يقع على الساحل الشمالي للبلاد التونسيَّة بين طبرقة وسجنان، بولاية بنزرت. وتُعدّ المنطقة المُحيطة به ثريَّة جدًّا بأنواع الزهور والنباتات المُختلفة. 